# John Owen Dominis
John Owen Dominis (hrv. Ivan Jerko Dominis) (Schenectady, New York, 10. ožujka 1832. – Honolulu, 27. kolovoza 1891.),  havajski guverner i princ-suprug. Sin Ivana Krstitelja Dominisa s otoka Raba[nedostaje izvor]. Godine 1862. oženio se za posljednju havajsku kraljicu Liliuokalani s kojom nije imao djece. Poslije je dobio sina s Mary Purdy Lamiki Aimoku kojeg je Liliuokalani usvojila.
Godine 1868. Dominis imenovan je kraljevskim guvernerom otoka O´ahua i Mauia.
Prema nekim našim istraživačima, John Dominis (Gospodnetić) podrijetlom je s otoka Brača, iz mjesta Pučišća.

## Vanjske poveznice
- Croatia and Croatians Veliki bibliografski popis o Dominisu